# Hakapik
Le hakapik est une arme employée pour la chasse aux phoques. Selon une définition encyclopédique du linguiste Gabriel Martin, le hakapik est « un instrument d’assommement […] constitué d’une hampe au bout de laquelle est fixée une virole pourvue d’une pointe métallique fléchie et d’une projection mornée. »
Le hakapik est un outil de chasse polyvalent : une lourde massue en bois, dotée d'une tête de marteau (utilisée pour écraser le crâne d'un phoque) et d'un crochet (utilisé pour traîner la carcasse) à son extrémité. Le hakapik est privilégié par les chasseurs de phoques car il leur permet de tuer le phoque sans endommager la peau. « Sur le site gouvernemental qui encadre la délivrance de permis, on dit que les coups du hakapik doivent fracasser les deux hémisphères pour être conformes à des normes de mise à mort « humaine ». » Comparé avec le gourdin, l'hakapik est considéré plus adapté.